# Сена
Сена (фр. La Seine) је река у Француској дуга 777 km. Извор Сене се налази на 470 метара надморске висине у месту Сен Жермен на Сени у департману Златна обала. Ток реке углавном прати правац југоисток-северозапад. Улива се у Ламанш у близини града Аврa. Њен слив има површину од 78.650 km². 
- Об (Д) -248 km
- Јона (Л) -293 km
- Лоан (Л) -166 km
- Есон (Л) -90 km
- Орж (Л) -50 km

### Притоке
- Иер (Д) -93,5 km
- Марна (Д) -525 km
- Биевр (Л) -36 km
- Оаза (Д) -302 km
- Епт (Д) -100 km km
- Ондел (Д) - 54 km
- Ера (Л) -225 km
- Рила (Л) -140 km

### Департмани и градови кроз које пролази
- Златна обала: Шатијон на Сени
- Об (департман): Троа, Ромији на Сени, Ножан на Сени
- Сена и Марна: Мелун
- Есон: Корбеј Есон, Еври
- Долина Марне: Шуази ле Руа,
- Горња Сена: Булоњ Бијанкур, Ноји сур Сен, Ањер на Сени, Нантер, Сирен
- Сена-Сен Дени: Сен Дени
- Долина Оазе: Аржентеј
- Ивлен: Сен Жермен ан Ле, Монт ла Жуа
- Ер (департман): Вернон
- Приморска Сена: Руан, Авр, Елбеф
- Калвадос: Онфлур

## Историја
Од 855. Викинзи су почели да плове Сеном, опљачкали су Нормандију и опсели Париз. Викинзи су се за стално населили на ушћу Сене око 896. После потписивања споразума 911. војводство Нормандија је признато од стране француског краља Шарла III. Од средине 16. па све до почетка 20. века снабдевање Париза дрвима за грејање одвијало се Сеном. Године 1684. краљ Луј XIV је отворио Марлијеву машину, која је служила да црпе воду из реке за фонтане и базене у Версају. 1830. почело је сређивање Сене изградњом брана. У ноћи између 19. и 20. августа 1944. прве америчке трупе су прешле Сену.

## Галерија
- Сена у Паризу. Поглед са моста Пон Неф